# Alfabet irlandzki
Alfabet irlandzki – alfabet oparty na alfabecie łacińskim, służący do zapisu języka irlandzkiego. Po irlandzku nazywany 'cló Gaelach' (kɫ̪oː ˈɡeːɫ̪əx). Używany od 1571 do II połowy XX wieku. Obecnie stosowany jako element dekoracyjny szyldów reklamowych – szczególnie litery a, g oraz t, które zapisuje się w tradycyjnej formie.

## Znaki
Składa się z następujących liter:
A, Á, B, C, D, E, É, F, G, H, I, Í, L, M, N, O, Ó, P, R, S, T, U, Ú
Pozostałe litery (J K Q V W X Y Z) są używane bardzo rzadko i to tylko w wyrazach zapożyczonych w niedalekiej przeszłości lub w terminach naukowych.
Jedynym obecnie stosowanym znakiem diakrytycznym jest ´ (znak akcentu akutowego, po irlandzku síneadh fada – „znak długości” lub po prostu fada) i służy do oznaczania samogłosek długich z natury (Áá Éé Íí Óó Úú).

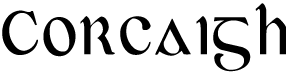
Nazwa miasta „Corcaigh” zapisana alfabetem irlandzkim w wersji z bardziej czytelną literą R.

Litera h występująca po spółgłosce oznacza, że spółgłoska ta uległa lenicji. W czcionce gaelickiej kropka nad spółgłoską oznacza lenicję (Ḃḃ Ċċ Ḋḋ Ḟḟ Ġġ Ṁṁ Ṗṗ Ṡṡ Ṫṫ). Lenicja nie występuje przy spółgłoskach h, l oraz r.
W tradycyjnym alfabecie irlandzkim wyróżnia się inne, niż w obecnym, oznaczenie łącznika agus (i, oraz); odpowiednio: & oraz tradycyjny ⁊.
Po 1913 roku litery s, r zostały zastąpione bardziej zlatynizowanymi.

## Unikod
System Unikod dla alfabetu irlandzkiego przewiduje następujące znaki:
- Ᵹ ᵹ (U+A77D, U+1D79)
- Ꝺ ꝺ (U+A779, U+A77A)
- Ꝼ ꝼ (U+A77B, U+A77C)
- Ꝿ ꝿ (U+A77E, U+A77F)
- Ꞃ ꞃ (U+A782, U+A783)
- Ꞅ ꞅ (U+A784, U+A785)
- Ꞇ ꞇ (U+A786, U+A787)

## Przykłady

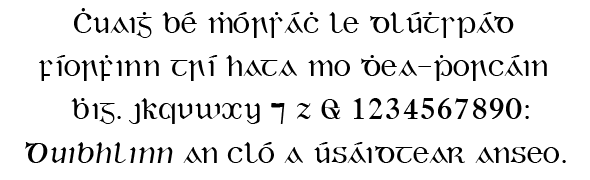
Duibhlinn (czcionka w postaci cyfrowej z 1993 roku, bazująca na Monotype Series 24 A, 1906)

## Galeria

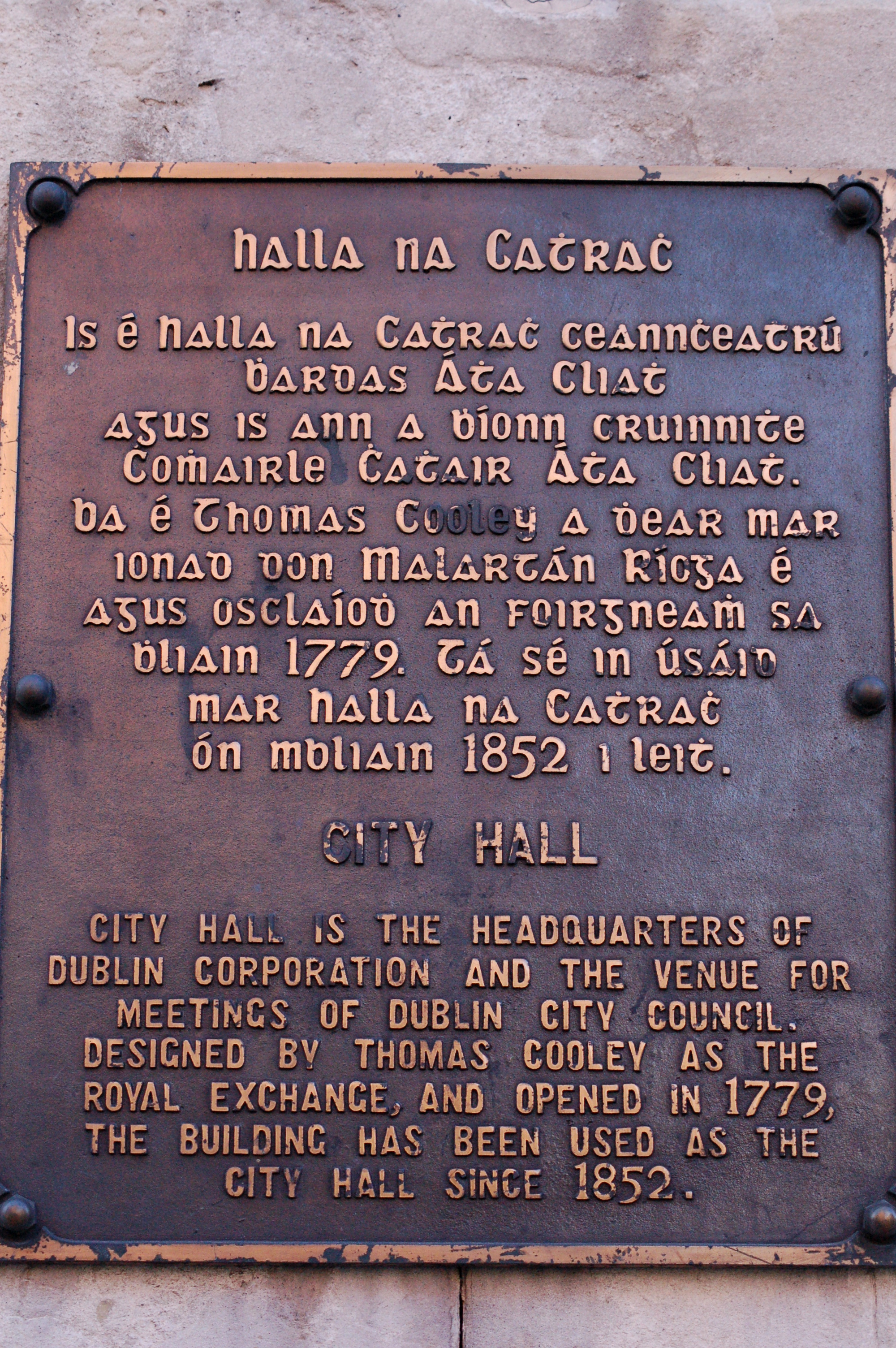
Tabliczka na ratuszu w Dublinie.
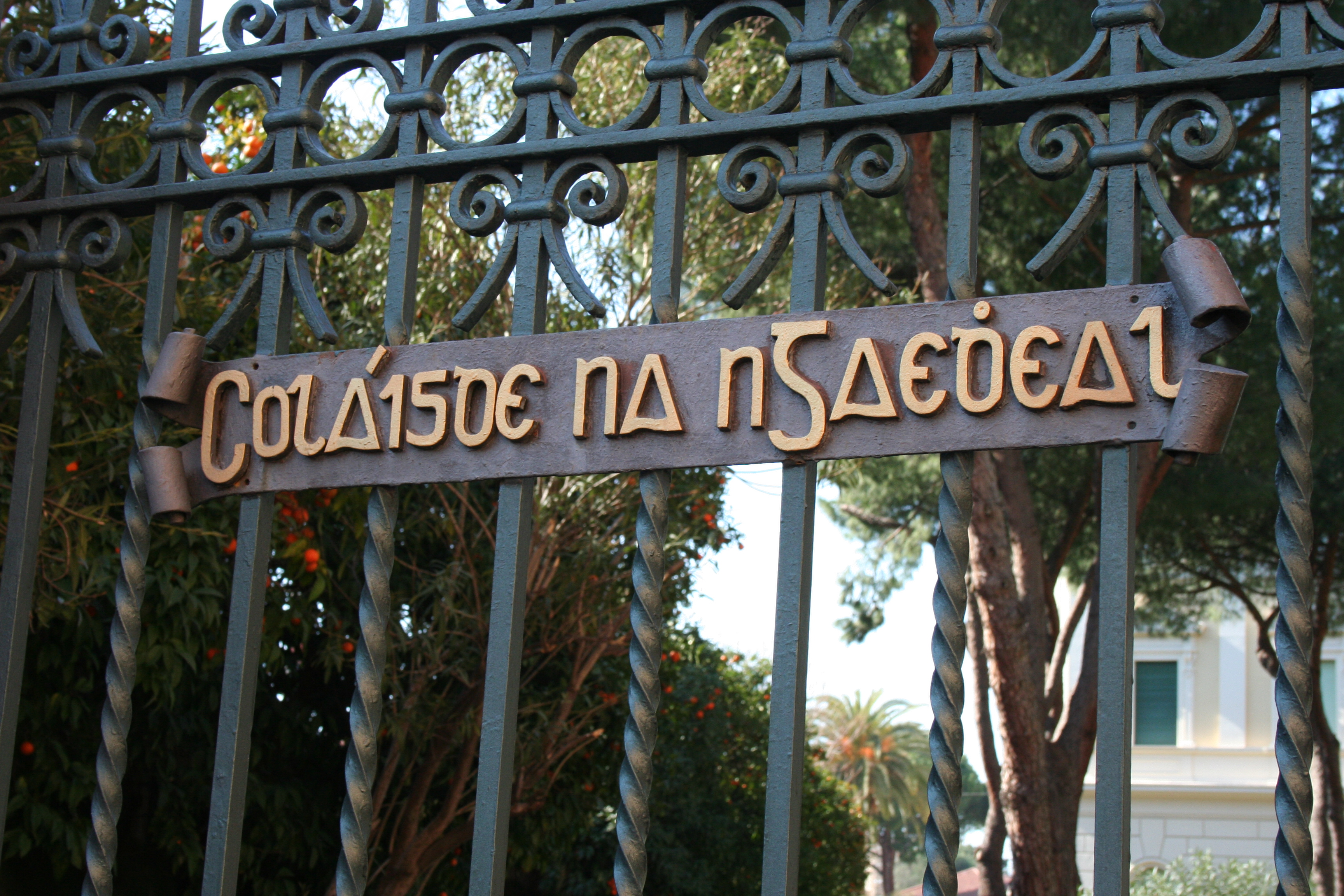
Brama do Pontifical Irish College w Rzymie.
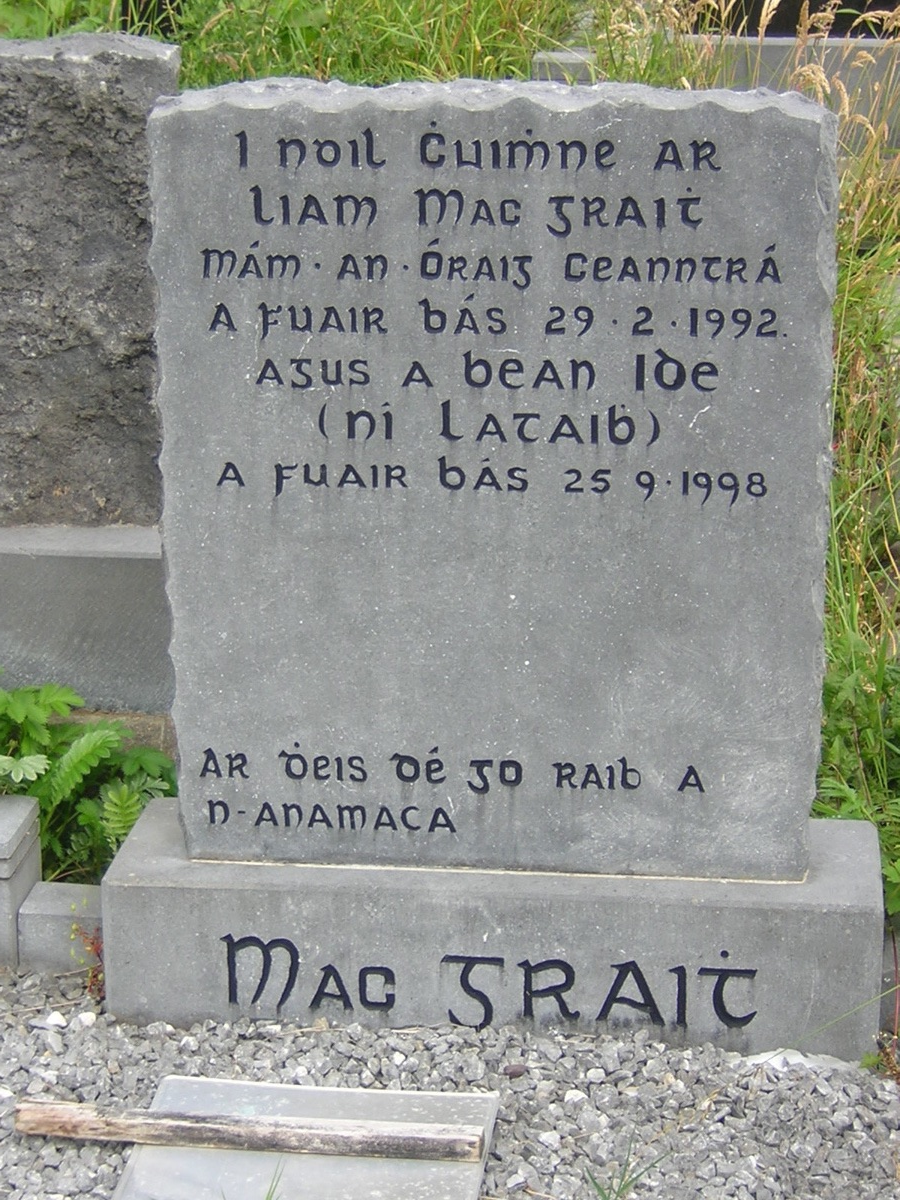
Przykład z nagrobka w Kerry.
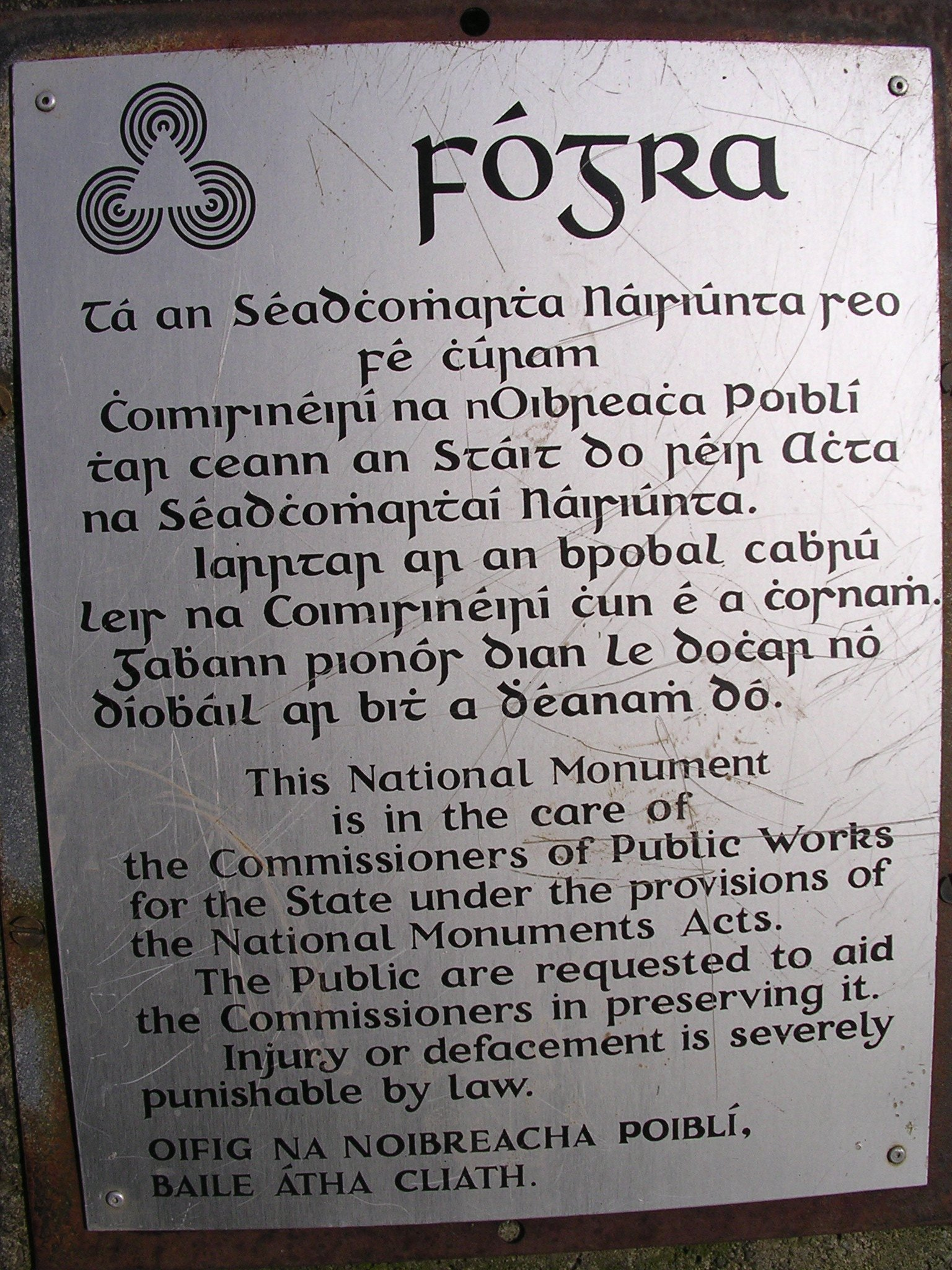
Alfabet irlandzki na obiekcie zabytkowym.